# Carlota Matienzo
Carlota Matienzo Román (Barcelona, 1881 - 1926) fue una profesora y feminista puertorriqueña. Es referida como una de las fundadoras de la Liga Social Sufragista en 1921, mientras que en el ámbito de la docencia, fue partícipe de la reforma al sistema de escuelas públicas en Puerto Rico.

## Vida y obra
Fue hija de Rosendo Matienzo Cintrón, abogado y más tarde un miembro de la Cámara de Representantes de Puerto Rico. A principios de la década de 1880, su familia regresó a Puerto Rico desde Barcelona, lugar donde su padre estudió derecho. En 1907, Carlota Matienzo se graduó de la Universidad de Puerto Rico, con la que fue parte de la primera generación de estudiantes tras el establecimiento legal de dicha universidad; posteriormente estudió filosofía en la Universidad de Columbia, y más tarde regresó a Puerto Rico para convertirse en profesora.

### Activismo
En 1917, junto a varias profesionales —entre las que estaban Ana Roque de Duprey y Ángela Negrón Muñoz—, fue partícipe de la fundación de la Liga Femínea de Puerto Rico, la primera organización de su tipo en dicho país que se dedicó a cuestiones relacionadas con los derechos de las mujeres; algunas de sus asambleas se realizaban en San Juan, Ponce y Arecibo, y una de sus primeras acciones fue enviar una solicitud de sufragio femenino a la legislatura. En 1921, esta agrupación cambió su nombre a Liga Social Sufragista y modificó significativamente su estructura; Carlota Matienzo fue una de las fundadoras de la nueva organización y se mantuvo como una destacada miembro hasta 1924, cuando la organización se dividió en dos. Por otro lado, colaboró en la fundación de The Women's Aid Society of Puerto Rico.